# Yaikel Pérez
Yaikel Pérez Rousseaux (ur. 17 lutego 1985 w Hawanie) – kubański piłkarz występujący na pozycji napastnika. Zawodnik klubu Alianza FC.

## Kariera klubowa
Pérez karierę rozpoczynał w zespole Ciudad de La Habana. W 2005 roku otrzymał azyl w Stanach Zjednoczonych i 2006 roku podpisał kontrakt z zespołem Miami FC z ligi USL First Division, stanowiącej drugi poziom rozgrywek. Następnie grał w Laredo Heat z USL Premier Development League (IV poziom), a 2007 roku przeniósł się na Portoryko, gdzie został graczem klubu Atlético de San Juan z Puerto Rico Soccer League. W 2008 roku odszedł do innego zespołu tej ligi, Sevilla FC Puerto Rico. Grał tam w latach 2008-2009.
W 2010 roku Pérez podpisał kontrakt z amerykańskim Crystal Palace Baltimore z USSF Division 2 Professional League (II poziom), gdzie spędził sezon 2010. Następnie grał w portorykańskich zespołach, grających jednak w lidze amerykańskiej: River Plate Puerto Rico z USL Pro (III poziom) oraz Puerto Rico Islanders z North American Soccer League (II poziom).
W 2012 roku Pérez został graczem salwadorskiego klubu Alianza FC.

## Kariera reprezentacyjna
W 2005 roku Pérez został powołany do reprezentacji Kuby na Złoty Puchar CONCACAF. Nie zagrał jednak na nim w żadnym meczu, a Kuba odpadła z turnieju po fazie grupowej.